# Eika Kerzen

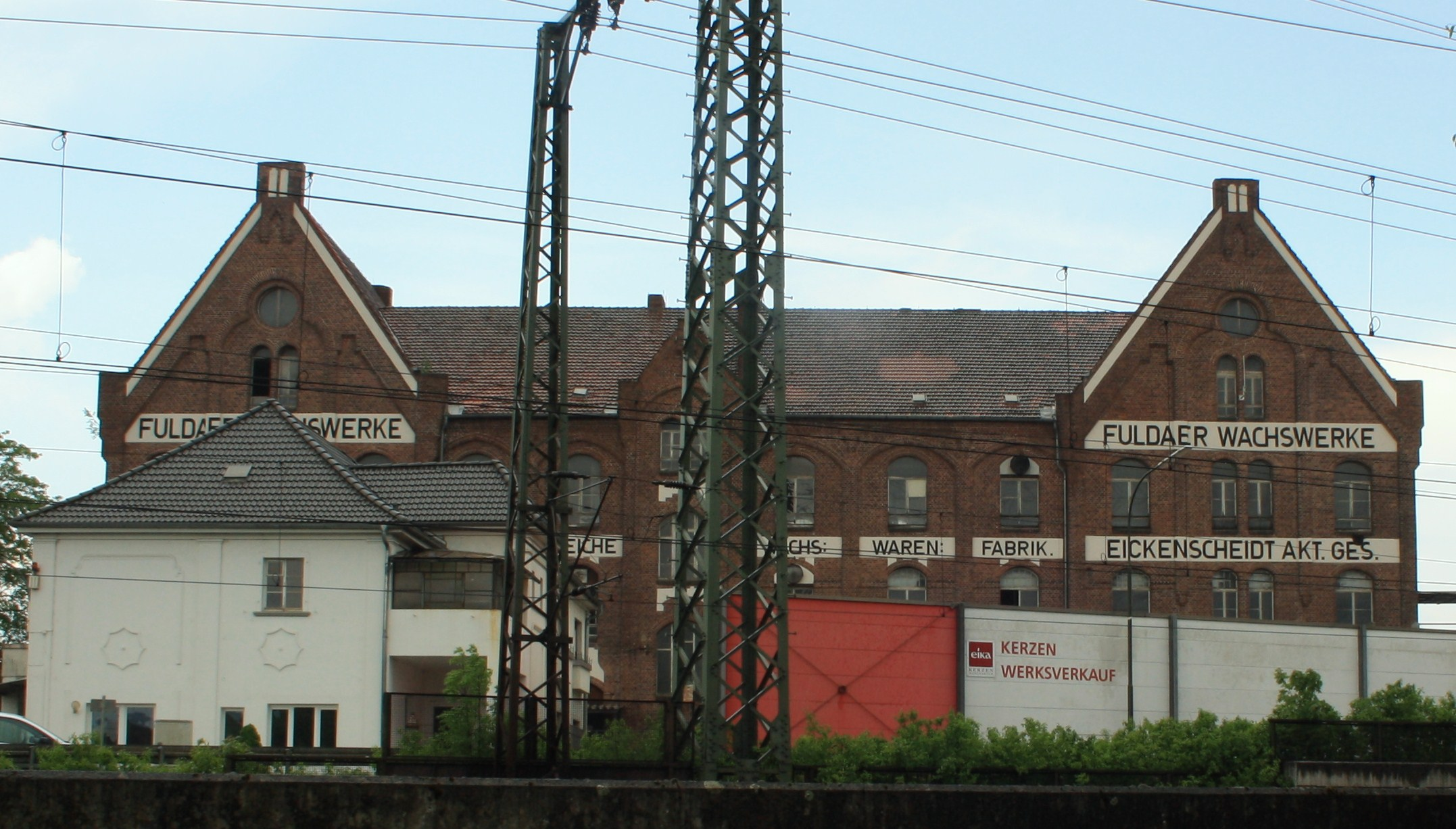
Das ehemalige Hauptgebäude (Baujahr 1903)

Die Eika Kerzen GmbH (früher Eika Wachswerke Fulda GmbH kurz auch Eika, als Marke auch Eika Kerzen Manufaktur) war ein deutscher Kerzenhersteller mit Sitz in Fulda. Das Unternehmen galt in dieser Branche als einer der größten in Europa und belieferte alle großen Handelsketten. Nach zwei Insolvenzverfahren und Übernahme durch die Bolsius Gruppe wurde das Stammwerk in Fulda 2015 geschlossen und das Produktprogramm unter Weiterführung der Marke EIKA bei Bolsius integriert.

## Geschichte
Eika wurde 1824 von dem aus einer italienischen Einwandererfamilie abstammenden Handelskaufmann und Lichtziehermeister Franz Berta (1805–1871) unter dem Firmennamen Berta in Fulda gegründet. Als einer der ersten Hersteller nutzte sie die neuentdeckten Rohstoffe Stearin und Paraffin zur industriellen Produktion von Kerzen. Franz Emil Berta (1838–1897) nahm 1889 seinen Schwiegersohn Max Eickenscheidt aus Kray als Teilhaber auf. Im Jahre 1921 erfuhr die Firma Franz Emil Berta eine Trennung. Die Firmen „Bertas Wachswarenfabrik Robert Berta“ und die „Fuldaer Wachswerke Eickenscheidt AG“ (1935 mit der Marke Eicka) entstanden. Mit der wirtschaftlichen Krise im Zweiten Weltkrieg wurde das Unternehmen an den Neusser Öl- und Fettehändler Leo Brand verkauft. Dieser behielt den Markennamen bei, vereinfachte aber 1963 die Schreibweise zu „Eika“. 1959 erfolgte die Umfirmierung zur Fuldaer Wachswrke Eickenscheidt GmbH. Über drei Generationen wurde Eika als familiengeführtes Unternehmen der Familie Brand betrieben.
2001 galt das Unternehmen mit einem Umsatz von etwa 70 Millionen D-Mark als einer der drei führenden Unternehmen in der deutschen Kerzenbranche und produzierte mit etwa 170 Mitarbeitern ca. 20.000 Tonnen Wachswaren jährlich. 2007 plante Eika nach jahrelanger Forschung, das wegen des steigenden Rohöl-Preises teurer werdende Paraffin für die Kerzenherstellung durch nachwachsende Rohstoffe wie Kokosfett und Palmöl zu ersetzen. Für diese Produkt-Innovation sollte auch ein neues Werk gebaut werden. Doch die Preise für die pflanzlichen Rohstoffe stiegen ebenfalls erheblich. Anfang 2008 musste Eika Insolvenz anmelden. Mit dem Schweizer Investor Cukierman Rasenberger Toschek AG wurde ein Käufer gefunden, der die Produktion fortsetzte. Finanziert werden sollte die Eika-Übernahme über einen Fonds. Neuer Geschäftsführer wurde Mark Toschek. In der Interims-Phase wurde die einseitige und saisonale Abhängigkeit vom Weihnachtsgeschäft gelöst. Für den Vertrieb von Eika-Produkten an bestimmte Kunden wurde 2008 die Juwel Kerzen Ltd. & Co. KG gegründet, eine 100-prozentige Tochter mit Sitz in Fulda. Zwischenzeitlich beschäftigte Eika wieder rund 160 Mitarbeiter und eröffnete im Oktober 2010 als zusätzlichen Vertriebskanal einen Online-Shop.
Im November 2012 musste das Unternehmen trotz schwarzer Zahlen erneut Insolvenz anmelden, weil ein Gericht der Forderung eines früheren Investors nach sofortiger Rückzahlung seiner Mittel überraschend stattgegeben hatte. Der Gütersloher Unternehmer Robin Lohmann beziehungsweise dessen Fonds ACI Real Estate hatte sich 2008 mit 12,7 Millionen Euro an dem Übernahmefonds beteiligt, forderte aber nach der Lehman-Pleite sein Geld zurück. Der Rechtsstreit dauert auch nach dem Untergang des Unternehmens 2015 an.
Das Unternehmen wurde zum 1. April 2013 durch die Bolsius Deutschland GmbH aus Essen übernommen. Zu diesem Zweck wurde die Eika Kerzen GmbH als hundertprozentige Bolsius-Tochter gegründet. Das Eika-Werk mit dem ursprünglichen Stammsitz in Fulda wurden zum 1. April 2015 geschlossen und die EIKA Kerzen GmbH in der Folge liquidiert. Die Produktion wurde in Bolsius-Produktionsstätten in den Niederlanden und in Polen verlagert, der Markenname wird von Bolsius weitergeführt.
Zwei ehemalige Eika-Mitarbeiter gründeten im Oktober 2015 in Fulda mit der A & K Kerzenverkauf Fulda GmbH, einem Groß- und Einzelhandel mit Ladengeschäft für Kerzen, in dem sie EIKA-Produkte anboten. Dieses Handelsgeschäft wurde 2019 wieder liquidiert.

## Produktion
Die Produktpalette der EIKA Kerzen GmbH umfasste seinerzeit rund 1.000 verschiedene Produkte aus Wachs, Paraffin und Stearin und reichte von Dekorations- und Duftkerzen bis hin zu Grab- und Teelichtern. Eika-Kerzen trugen das „Gütezeichen Kerzen“ des RAL.